# Brey (Familie)

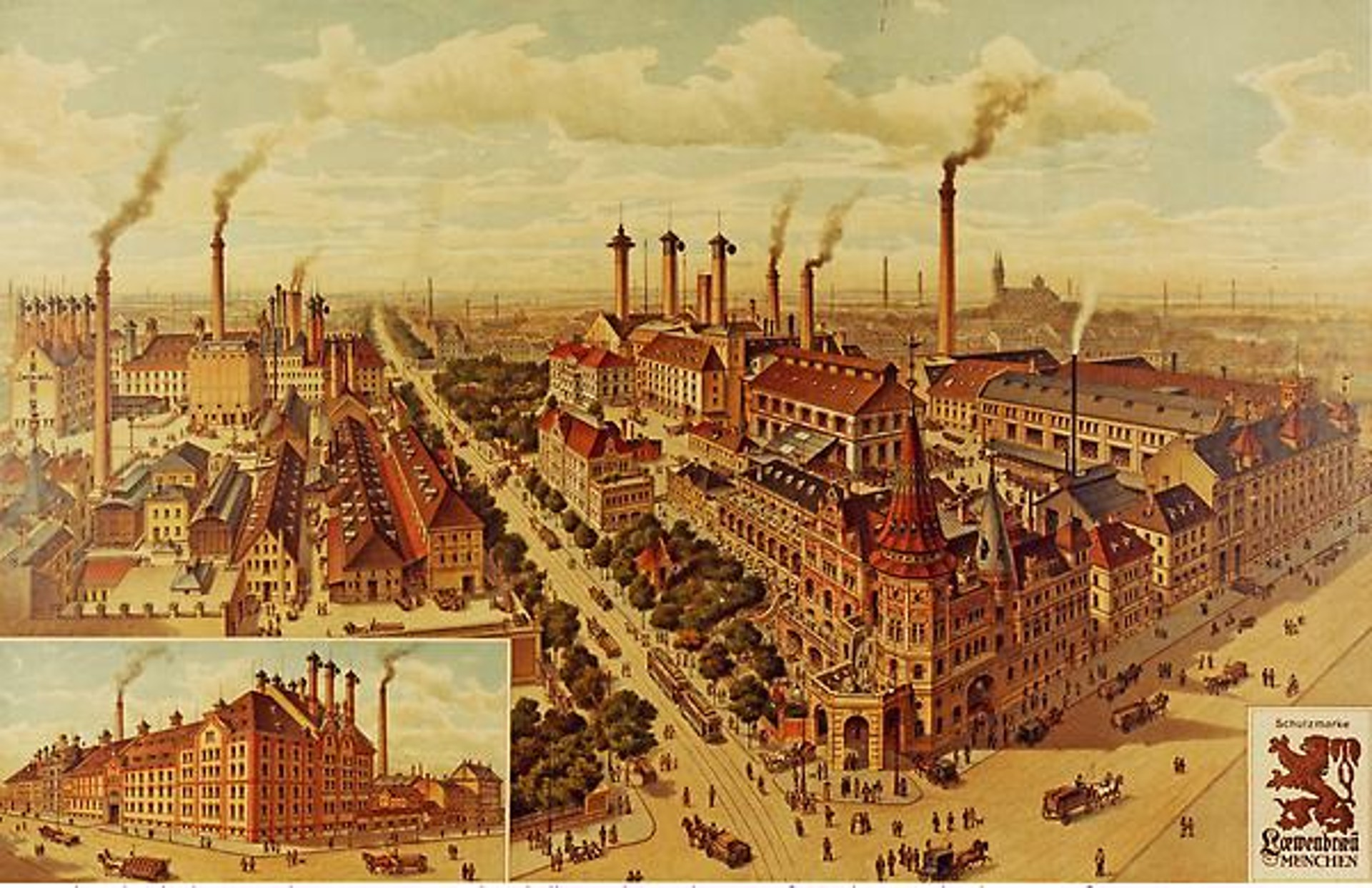
Gesamtansicht von Löwenbräu aus der Gründungszeit der Aktiengesellschaft 1891

Gesuch des Georg Brey an den bayerischen König, Ale brauen zu dürfen

Brey war eine Münchner Brauer-Familie die von 1818 bis 1872 Eigentümer der Löwenbrauerei war. Die Familie stammt aus Deutenhausen bei Weilheim in Oberbayern.

## Georg Brey

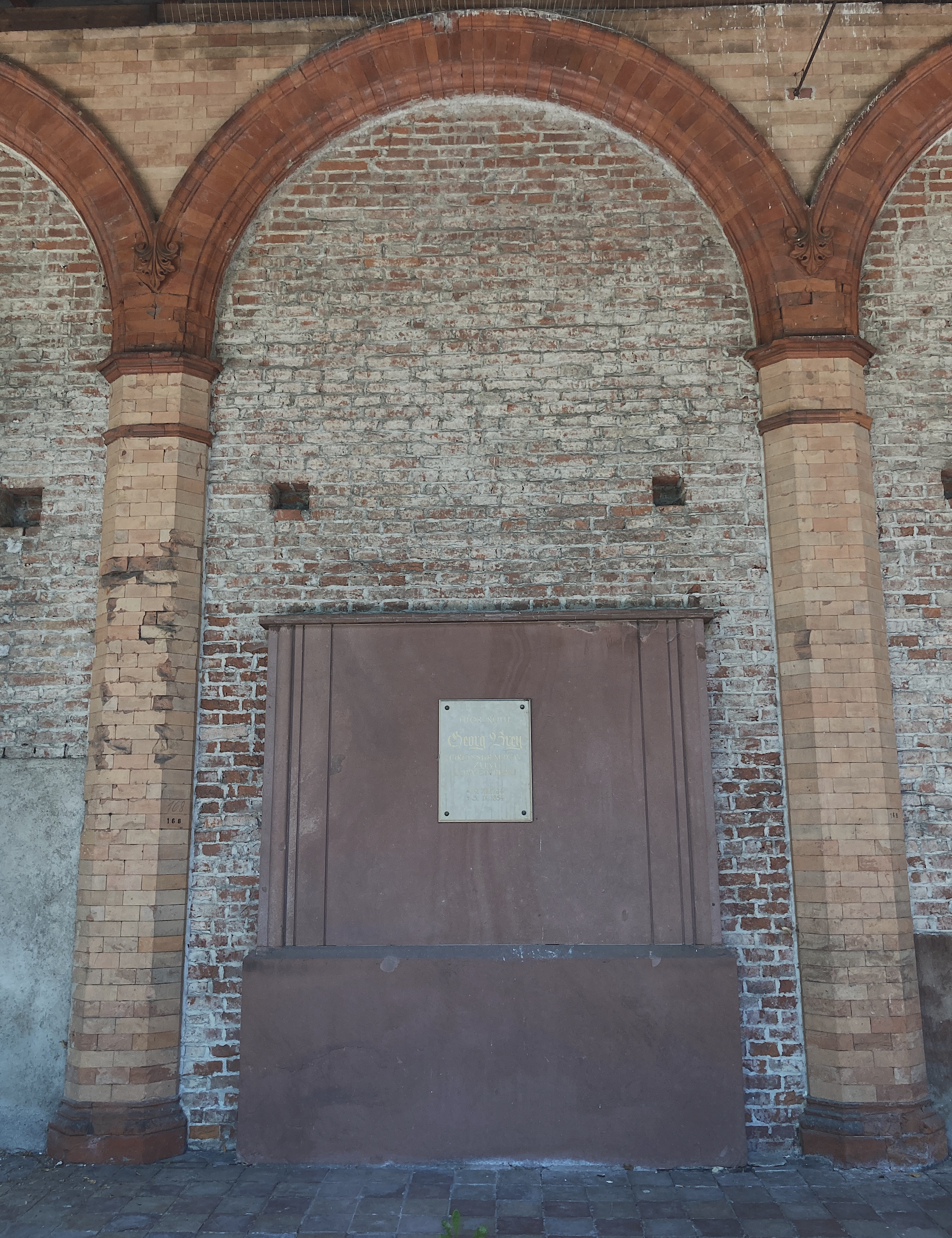
Grab von Georg Brey auf dem Alten Südlichen Friedhof in München

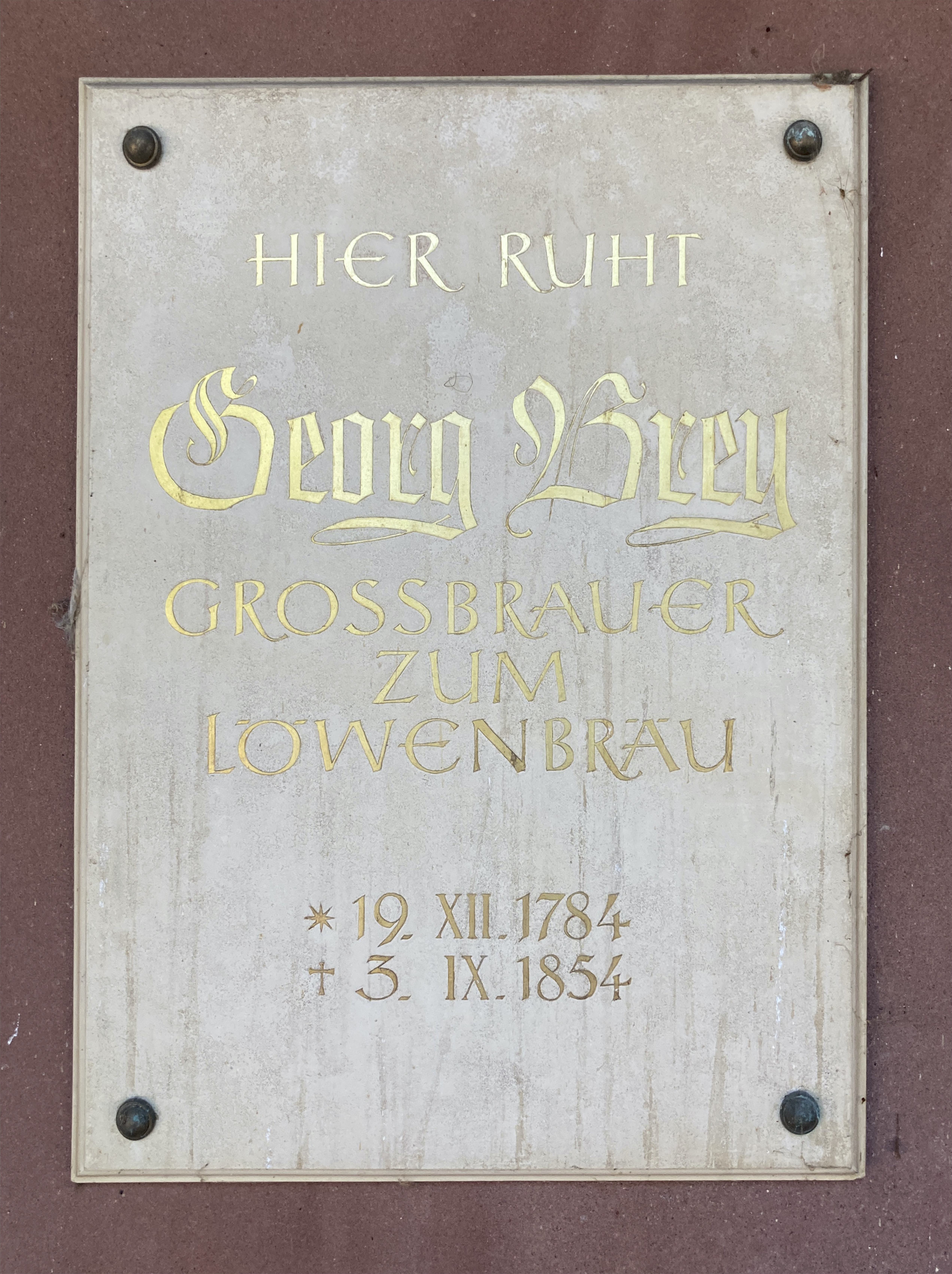
Plakette auf dem Grab von Georg Brey

Georg Brey (* 19. Dezember 1784; † 3. September 1854) verlegte die von ihm 1818 erworbene kleine Brauerei zum Löwen (Löwenbräu) 1827 von der Münchner Innenstadt (Löwengrube 17) an die Nymphenburger Straße. Als streitbarer Geist geriet er immer wieder in Konflikt mit der Obrigkeit und obsiegte des Öfteren, was ihm den Respekt der anderen Bierbrauer einbrachte. Von 1830 bis 1841 war er Vorsteher des Münchner Vereins der Bierbrauer. Urkunden anderer bedeutender Münchner Brauer wie der Lehrbrief von Mathias Pschorr aus dem Jahr 1834 trugen seine Unterschrift.
Georg Brey führte die Brauerei zu wirtschaftlichem Erfolg. Unter seiner Leitung wurde die Produktionsmenge der Brauerei bis 1851 um das Zehnfache gesteigert.
Er verstarb im Alter von 69 Jahren in München. Zunächst auf dem Neuhauser Friedhof beigesetzt, wurde sein Leichnam ein Jahr später in die Familiengruft auf dem vornehmen 1850 erweiterten Neuen Teil des Alten Südlichen Friedhofs in München (Neue Arkaden Platz 168 bei Gräberfeld 29) Standort umgebettet.
Georg Brey war verheiratet und hatte zwei Töchter und zwei Söhne. Sein Sohn Ludwig Brey übernahm 1851 die Brauerei.

## Ludwig Brey
Ludwig Brey wurde 1821 geboren. Er erlernte im väterlichen Betrieb ab 1838 das Handwerk des Bierbrauers. 1846 wurde er Braumeister der Löwenbrauerei, die er 1851 übernahm. Im selben Jahr heiratete er seine Frau Anna.
Da die volle Gewerbefreiheit in Bayern erst 1868 erreicht wurde, musste der Betrieb mit Zupacht und Kauf von Braurechten erweitert werden. Diesen Weg verfolgte Ludwig Brey konsequent. Im Jahr 1863 kaufte er Lodererbräu, damit erreichte die Brauerei ein Viertel des Bierausstoßes der Stadt, in der damals über 60 Brauereien ansässig waren.
1856 exportierten die Münchner Brauer gerade einmal 2 % ihres Bierausstoßes, dabei handelte es sich fast ausschließlich um Löwenbräu. Brey konnte den Export in den Folgejahren steigern. 1857 gingen ca. 17 % des Bieres in den Export ins europäische Ausland, 66 % nach Norddeutschland der Rest in die süddeutschen Staaten. Bis 1871 galten alle anderen deutschen Staaten ebenfalls als Ausland.
Im Jahr 1871 wurde mit der deutschen Reichsgründung auch die Maßeinheiten von Scheffel Malz auf Hektoliter umgestellt. Gabriel Sedlmayr kam auf 134.924 hl, Brey mit dem Löwenbräu auf 91.030 hl. Löwenbräu fiel in der Produktionsmenge hinter Spatenbräu zurück. In dieser Situation zog Brey sich aus der Brauerei zurück und wandelt den Betrieb in eine Aktiengesellschaft um. Bis heute unklar ist, ob finanzielle Probleme durch Zukäufe ihn zu diesem Schritt veranlassten.
Ludwig Brey blieb noch einige Zeit als technischer Leiter für den Betrieb verantwortlich, zog sich aber aus dem Geschäft zurück. Er starb am 1. Dezember 1897 auf seiner Insel im Staffelsee, wohin er sich als Privatier zurückgezogen hatte. Seine letzte Ruhestätte fand er in der Familiengruft im Münchner Südfriedhof, wo auch schon seine 1893 verstorbene Ehefrau Anna beigesetzt wurde.